# Patlabor (film)
Pour les articles homonymes, voir Patlabor.
Série
Patlabor 2
(1993)
Pour plus de détails, voir Fiche technique et Distribution.
Patlabor (機動警察パトレイバー 劇場版, Kidō keisatsu patoreibā gekijōban) est un film d'animation japonais réalisé par Mamoru Oshii, sorti en 1989, sur un scénario original de Kazunori Itō. Il a été produit par Bandai Visual, Tohokushinsha Film et animé par le Studio Deen, avec l'aide d'I.G Tatsunoko.
Le film est inspiré du manga homonyme de Masami Yūki, prépublié entre 1988 et 1994 dans le magazine Weekly Shōnen Sunday. Il fait suite à la série d'animation Patlabor de 1988. Mamoru Oshii a réalisé une suite intitulée Patlabor 2, sortie en 1993.

## Synopsis
En 1999, la ville de Tokyo engage une politique d'envergure de réaménagement du territoire en autorisant la construction d'un polder monumental s'étendant sur la Baie tokyoïte pour combler les lacunes d'espace vivable. Le dénommé projet "Babylon" est assisté par les "Labors", des robots manutenteurs piloté par l'homme qui sont utilisés pour l'essentiel du projet et manutentionné dans "l'Arche", une île artificielle crée spécialement à proximité. 
Durant la même période, un nombre élevé de cas étranges se multiplient : des Labors non pilotés agissent indépendamment et sans discernement et mettent en péril la sécurité de la Baie. L'escadron 2 de la Police Métropolitaine de Tokyo, spécialiste dans la manutention et le pilotage de Labors hautement sophistiqués aménagés pour la protection civile est mise à contribution pour mener l'enquête.

## Fiche technique
- Titre : Patlabor
- Titre original : 機動警察パトレイバー 劇場版 (Kidō keisatsu Patlabor gekijōban?)
- Réalisation : Mamoru Oshii
- Scénario : Kazunori Itō (en)
- Musique : Kenji Kawai
- Character design : Akemi Takada
- Mechanical designer : Izubuchi Yutaka
- Producteurs : Makoto Kubo, Shin Unozawa et Taro Maki
- Studio d'animation : Studio Deen, I.G Tatsunoko
- Licencié en France par : Kazé
- Pays d'origine :  Japon
- Langue originale : japonais
- Durée : 100 minutes
- Dates de sortie :
  - Japon : 15 juillet 1989[1]
  - France : octobre 1995 (VHS)

## Distribution
| Personnages      | Voix japonaises     | Voix françaises |
| ---------------- | ------------------- | --------------- |
| Noa Izumi        | Mīna Tominaga       | Virginie Ledieu |
| Asuma Shinohara  | Toshio Furukawa     | Lionel Henry    |
| Kiichi Goto      | Ryunosuke Ohbayashi | Guy Chapellier  |
| Shinobu Nagumo   | Yoshiko Sakakibara  | Anne Jolivet    |
| Kanuka Clancy    | Yō Inoue            | Anne Jolivet    |
| Isao Ohta        | Michihiro Ikemizu   | Pascal Renwick  |
| Mikiyasu Shinshi | Issei Futamata      | Pascal Renwick  |
| Hiromi Yamazaki  | Daisuke Gouri       | Pascal Renwick  |
| Shigeo Shiba     | Shigeru Chiba       | Nicolas Sempé   |
| Seitaro Sakaki   | Osamu Saka          | Guy Chapelier   |
| Jitsuyama        | Mahito Tsujimura    | Pascal Renwick  |
| Détective Matsui | Tomomichi Nishimura | Pascal Renwick  |
| Kaihou           | Toshihiko Kojima    |                 |
| Fukushima        | Shinji Ogawa        |                 |
| Kataoka          | Kouji Tsujitani     |                 |

## Production
Les références bibliques dans le film sont dues au fait que Mamoru Oshii s'est inspiré de la ressemblance du nom de Noa avec celui de Noé. Il a réutilisé certaines idées d'un film de la série Lupin III, Edgar de la Cambriole : L'Or de Babylone, sur lequel il était engagé avant d'être écarté, l'arche étant l'équivalent de la tour de Babel de son film annulé. L'intrigue impliquant le suicide de l'antagoniste principal avant le début de l'histoire a également été reprise de son projet avorté.